# Prethopalpus kranzae
Espèce
Prethopalpus kranzae est une espèce d'araignées aranéomorphes de la famille des Oonopidae.

## Distribution
Cette espèce est endémique de Sumatra en Indonésie.

## Description
Le mâle holotype mesure 1,65 mm.

## Étymologie
Cette espèce est nommée en l'honneur d'Yvonne Kranz-Baltensperger.

## Publication originale
- Baehr, Harvey, Burger & Thoma, 2012 : The new Australasian goblin spider genus Prethopalpus (Araneae, Oonopidae). Bulletin of the American Museum of Natural History, no 369, p. 1-113 (texte intégral).